# Riksväg 20, Nederländerna

Sträckningen för nederländska riksväg 20.

Riksväg 20 (Rijksweg 20) i Nederländerna som går mellan Westerlee och Gouwe. Vägen är motorväg och ansluter i Gouwe till Riksväg 12.